# Shimbum Ringo
Shimbum Ringo est une agence de presse japonaise, la première du pays entre 1923 et 1936, qui s'est ensuite fondue dans l'Agence de presse Domei.

## Histoire
Au Japon, l'Agence Kokusaï, qui était une simple filiale de Reuters fondée en 1914 s'est ensuite transformée en une coopérative de journaux japonais, la Shimbum Ringo, indépendante de toute autre agence. À partir de 1931, elle s'est alliée à l'agence de presse française Havas pour un échange de services radio. 
En 1936, l'agence Denpo, généralement considérée comme pro-militaire et l'agence Shimbum Rengo, plutôt favorable au ministère des Affaires étrangères, durent fusionner pour former une seule agence officielle, l'Agence de presse Domei, qui elle-même sera dissoute en novembre 1945.